# Dozón
Dozón es un municipio español de la provincia de Pontevedra, en la comunidad autónoma de Galicia.

## Situación
Integrado en la comarca del Deza, la capital del municipio, O Castro, se sitúa a 90 kilómetros de la capital provincial. El término municipal está atravesado por la carretera N-525, entre los pK 273 y 283, y por la Autopista Central de Galicia (AP-53), que tiene continuación como carretera AG-53 hasta Orense. 
El relieve del municipio es montañoso, entre cuyas elevaciones discurren ríos y regatos, destacando el río Asneiro, afluente del río Deza. Destacan los montes Pena de Francia (914 metros), Gándara (867 metros) y A Rocha (813 metros). La altitud del municipio oscila entre los 914 metros (Monte da Pena de Francia), al este, y los 520 metros, a orillas del río Asneiro. La sede del concello se alza a 742 metros sobre el nivel del mar. 
| Noroeste: Lalín          | Norte: Lalín        | Noreste: Lalín y Rodeiro                                          |
| Oeste: Lalín             |                     | Este: Rodeiro                                                     |
| Suroeste: Irijo (Orense) | Sur: Piñor (Orense) | Sureste: San Cristóbal de Cea (Orense) (exclave) y Piñor (Orense) |

## Geografía humana

### Demografía
Cuenta con una población de 985 habitantes (INE 2024).
| Gráfica de evolución demográfica de Dozón entre 1842 y 2021                                                           |
| |
| Población de derecho según los censos de población del INE. Población de hecho según los censos de población del INE. |

### Parroquias
Parroquias que forman parte del municipio:
- Dozón (Santa María)
- La O (San Salvador)
- Maceiras (San Remigio)
- Sa[4] (Santiago)
- Sanguiñedo (Santa María)
- Sixto[6] (San Juan)
- Vidueiros[6] (Santa María)
- Vilarello (San Andrés)